# Instrumentenwerkstatt Karl Deimer
Die Instrumentenwerkstatt Karl Deimer war eine Werkstatt in Karlsruhe, in der Blechblasinstrumente hergestellt wurden.

## Geschichte
Sie wurde 1907 von dem am 3. August 1880 in Graslitz (damals Österreich-Ungarn, heute Kraslice, Tschechische Republik) geborenen Instrumentenmacher Karl Deimer übernommen. Zuvor war die Produktionsstätte in der Adlerstraße 18 in Karlsruhe vom Badischen Hofinstrumentenmacher E. R. Stark betrieben worden. Nach dem Tode Karl Deimers 1939 wurde die Werkstatt von seinen Söhnen Kurt und Walter zumindest bis in die zweite Hälfte des 20. Jahrhunderts weiterbetrieben.
In der Werkstatt Karl Deimer wurden unter anderem Posaunen und Tenorhörner, Flügelhörner, Waldhörner und Tuben in Handarbeit hergestellt.